# EDEN (The KIX-Sの曲)
「EDEN」（エデン）は、The KIX-Sのシングル。1997年11月21日に、RCAアリオラジャパンから発売された。

## 背景
アルバム『sunrise』の先行シングル。このシングルを最後に、The KIX-S（KIX-S）は活動を休止した。
表題曲は、オーストラリア政府観光局 CFイメージソングに使用された。

## 収録曲
| 全作詞: 浜口司、全作曲: 安宅美春。 |                            |           |            |          |      |
| #                                  | タイトル                   | 作詞      | 作曲・編曲 | 編曲     | 時間 |
| 1.                                 | 「EDEN」                   | 浜口司    | 安宅美春   | 西脇辰弥 | 5:06 |
| 2.                                 | 「ESPECIAL LOVER」         | 浜口司    | 安宅美春   | 吉田建   | 3:07 |
| 3.                                 | 「EDEN」(vocal less ver.)  | 浜口司    | 安宅美春   |          | 5:05 |
| 4.                                 | 「EDEN」(guitar less ver.) | 浜口司    | 安宅美春   |          | 5:05 |
| 合計時間:                          | 合計時間:                  | 合計時間: | 18:23      |          |      |

## 参加ミュージシャン
- 浜口司 - ボーカル
- 安宅美春 - ギター